# توف (سنگ)

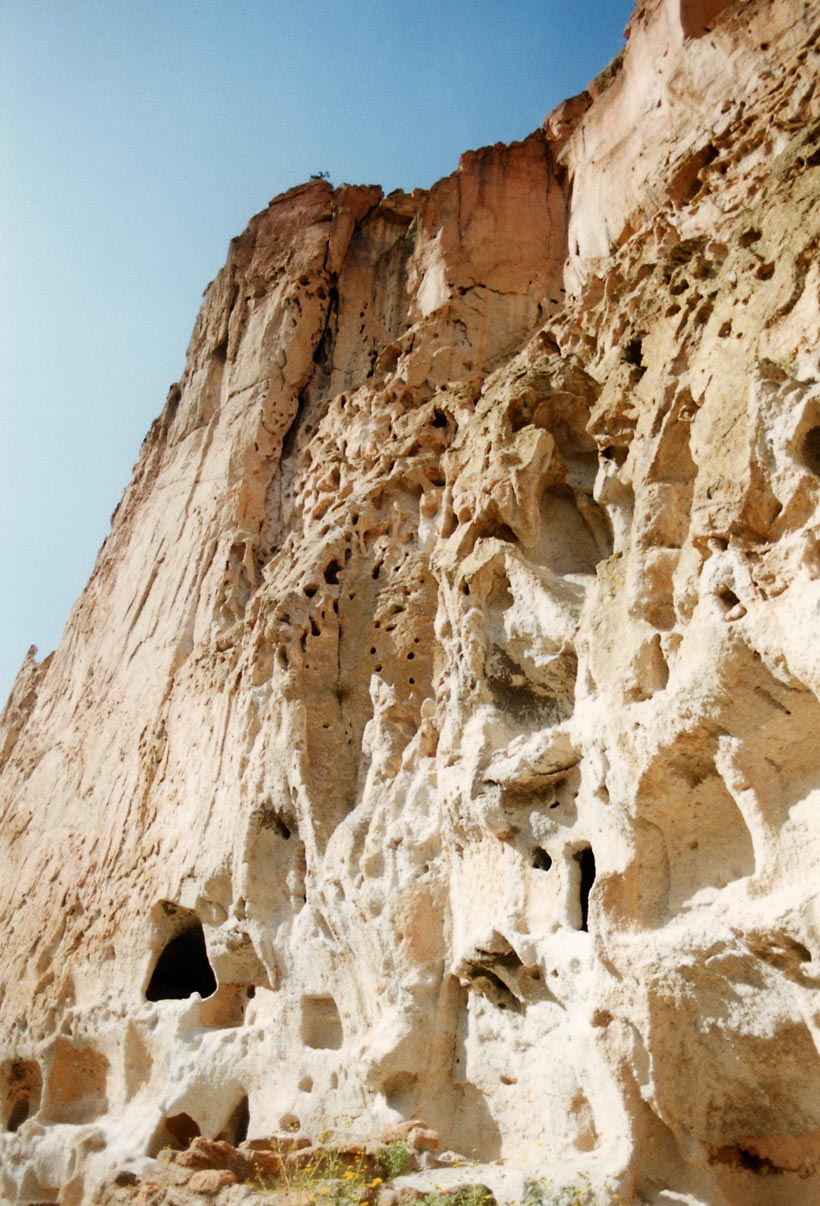
تصویری از خاکسترهای آتشفشانی در مکزیک

توف (به انگلیسی: Tuff) یک نوع سنگ متشکل از خاکستر آتشفشانی است که در هنگام انفجار آتش‌فشانی از سطح زمین خارج می‌شود. واژه خاکستر در واقع توصیف‌کننده اندازه ذرات است. اندازه ذرات آن کمتر از ۲ میلی‌متر است. به دلیل سبکی کیلومترها حرکت می‌کند و روی هم نهشته می‌شوند. اگر ذرات خاکستر داغ باشد این ذرات به هم جوش خورده و سنگ توف را تشکیل می‌دهند. دمای آن‌ها می‌تواند تا ۴۰۰ درجه سانتی‌گراد باشد.
از نظر ترکیب کانی‌شناسی این سنگ در زمره سنگ‌های آتشفشانی قرار می‌گیرد ولی به دلیل نحوه تشکیل آن که به صورت ته‌نشینی است و اغلب ساختی لایه‌لایه دارد بسیار به سنگ‌های رسوبی نیز شباهت دارد. کانی‌شناسی این سنگ بسته به نوع سنگ مخزن ماگما و نیز سنگ‌های دودکش آتشفشان بسیار متغیر می‌تواند باشد.
رنگ این سنگ در مقاطع دستی اغلب (نه همیشه) سبز است. زمانی که خاکسترها در محیط آبی رسوب کنند، توف دارای بلور نمی‌باشد.
ممکن است مواد دیگری به همراه آن‌ها ته‌نشین شوند که این مسئله نیز موجب ایجاد تنوع در جنس و رنگ این سنگ می‌شود. برای مثال توف‌های شیلی.